# Castelo de Torres Vedras

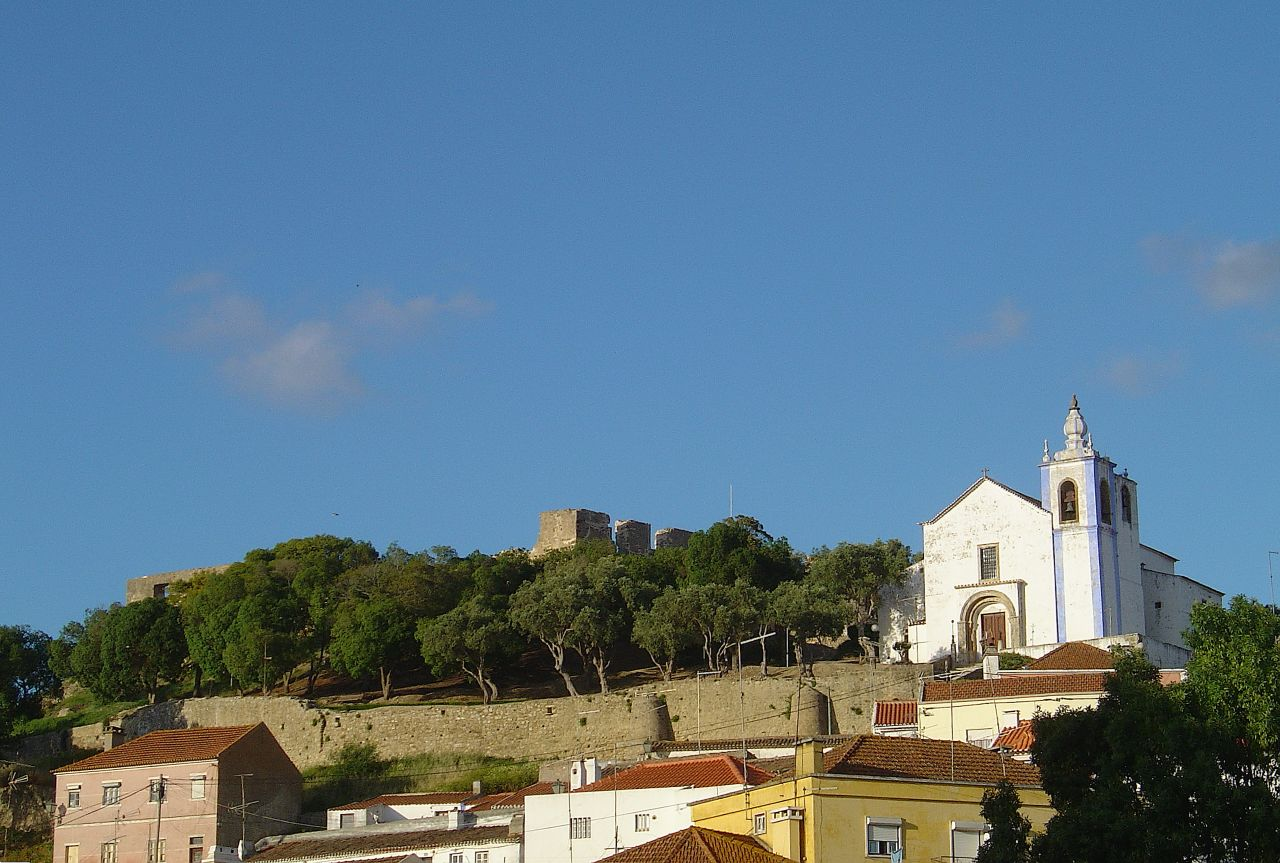
Castelo de Torres Vedras, Portugal: vista das muralhas e da Igreja de Santa Maria.

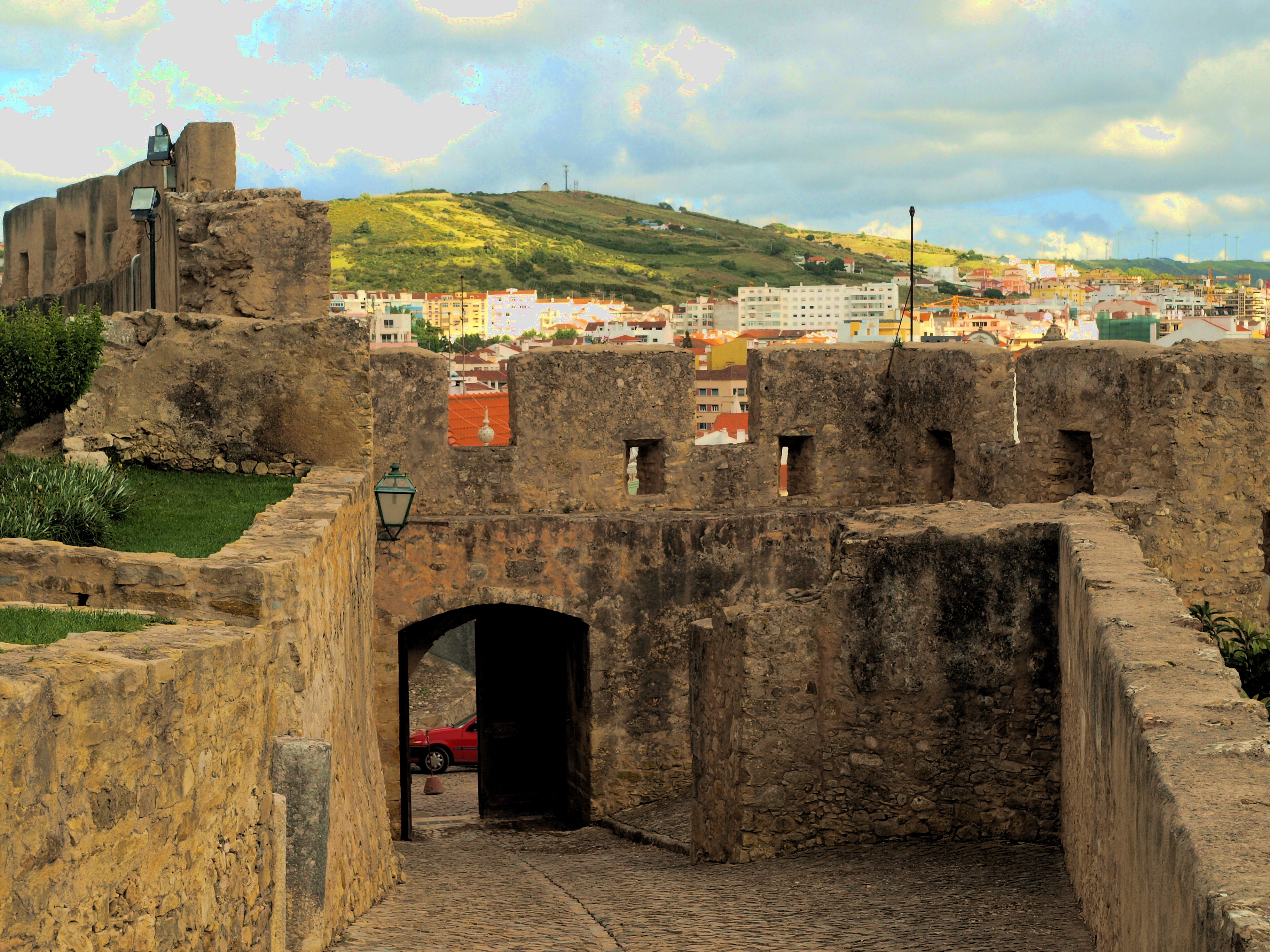
Castelo de Torres Vedras: vista interior, junto ao portão de armas.

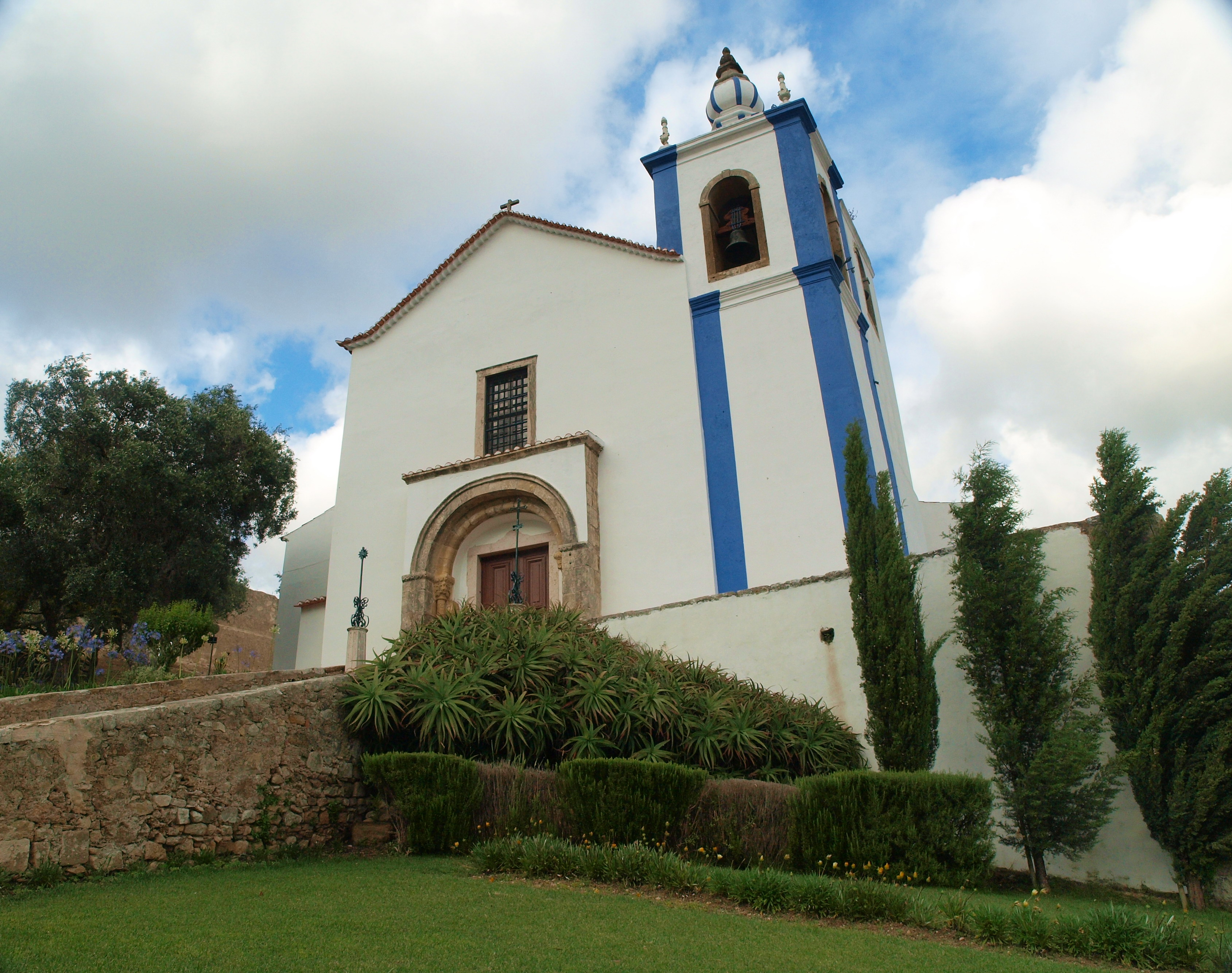
Castelo de Torres Vedras: Igreja de Santa Maria do Castelo.

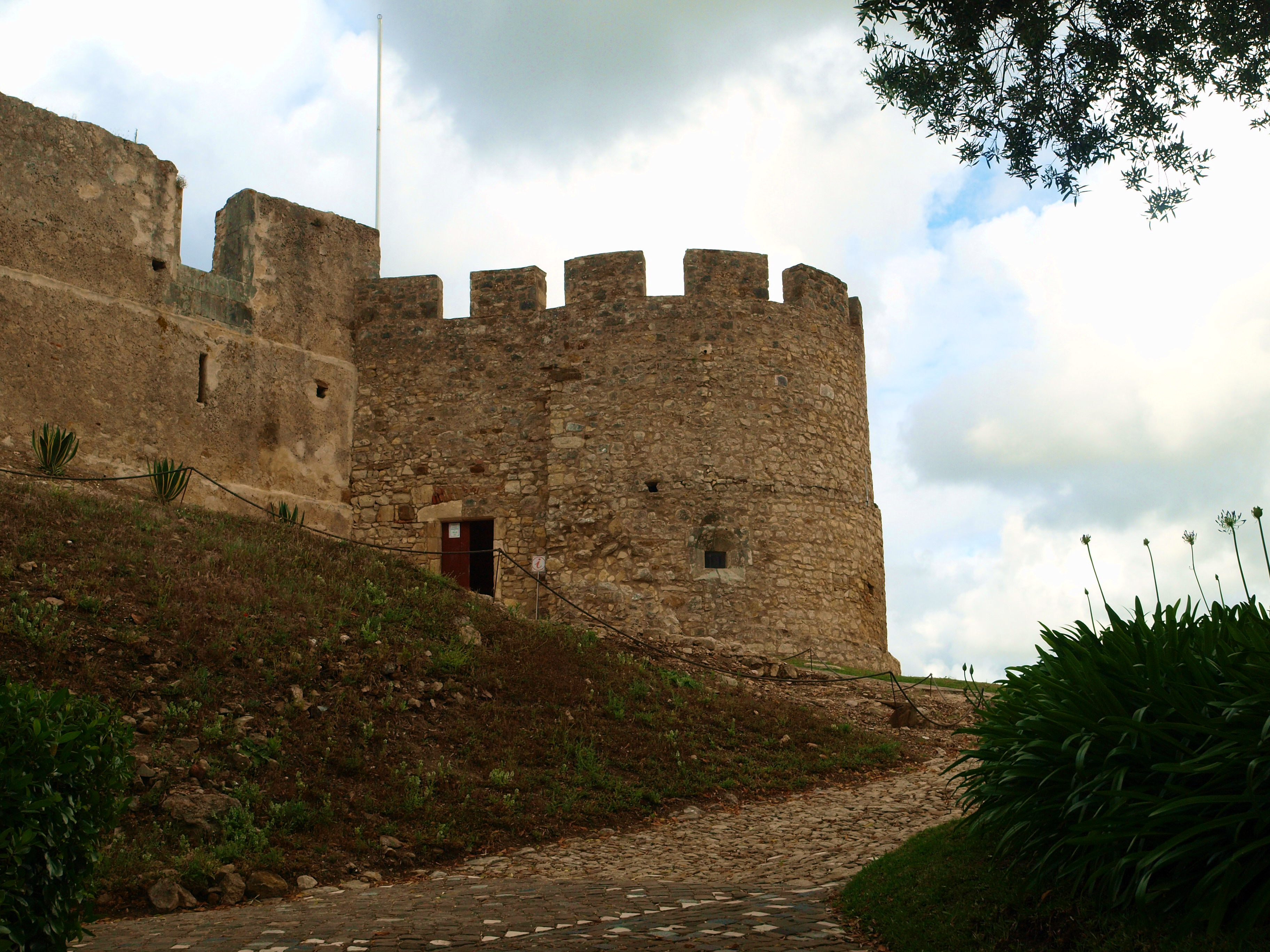
Castelo de Torres Vedras: torre de menagem.

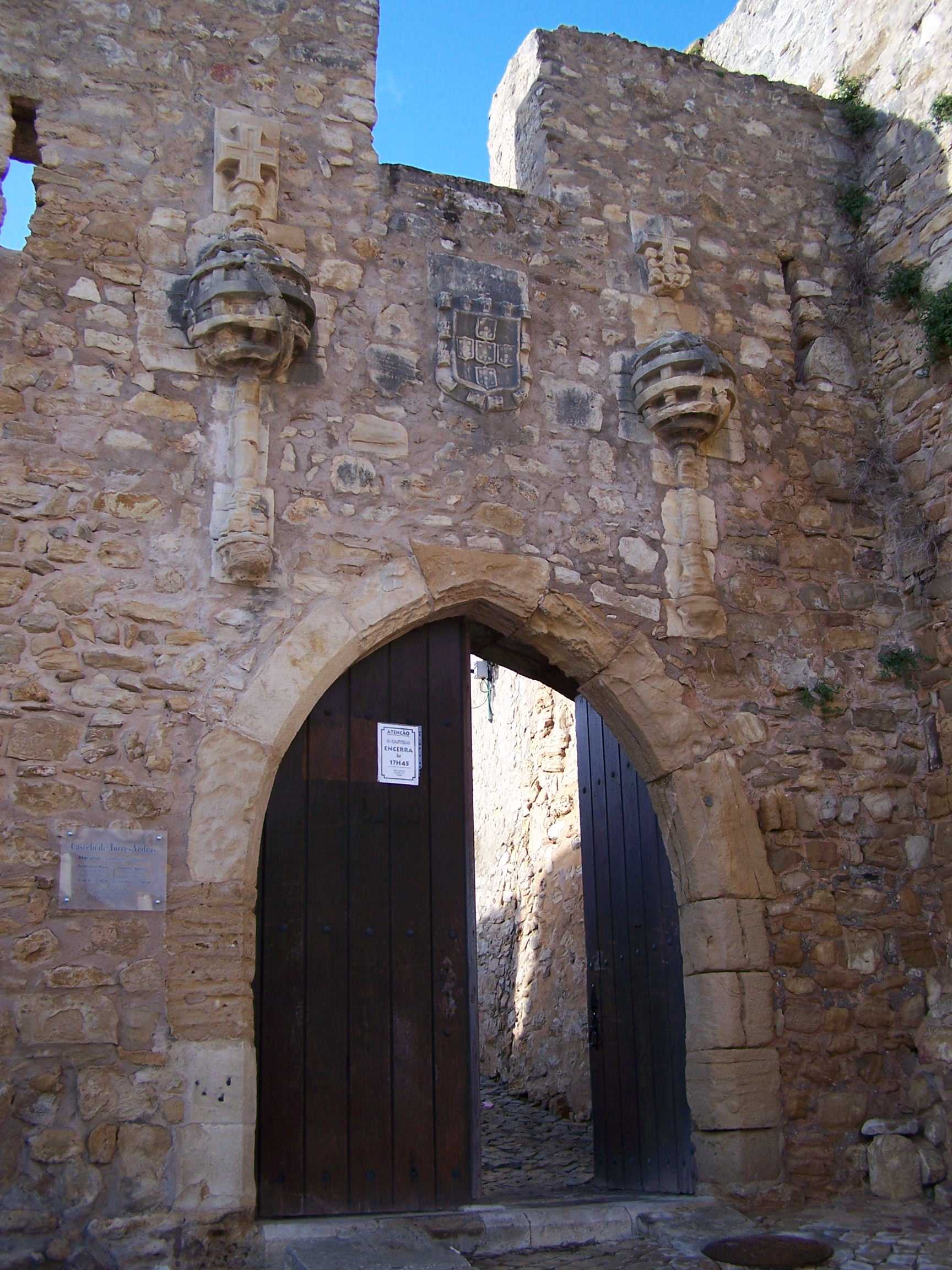
Castelo de Torres Vedras: Portão de Armas com as armas de D. Manuel I.

O Castelo de Torres Vedras localiza-se na freguesia de Santa Maria, São Pedro e Matacães, na cidade e no Município de Torres Vedras, região Oeste e distrito de Lisboa, em Portugal.
Ergue-se em posição dominante sobre um monte escarpado e íngreme, envolvido pela malha urbana e por arvoredo.

## História

### Antecedentes
A primitiva ocupação humana de seu sítio remonta à Invasão romana da Península Ibérica, conforme o demonstram diversos testemunhos arqueológicos, como lápides, moedas e outros artefatos, atualmente no Museu Municipal, assim como a análise da argamassa na alvenaria de uma das cisternas do castelo. Embora Pinho Leal remonte a primitiva fortificação de Torres Vedras aos Godos ou aos Alanos (Portugal Antigo e Moderno), terão sido os Muçulmanos que a terão reedificado.

### O castelo medieval
À época da Reconquista cristã da Península Ibérica, no contexto da conquista de Santarém (1147), a fortificação de Torres foi tomada em 1148 pelas forças de D. Afonso Henriques (1112-1185). No ano seguinte, o soberano doou os domínios da povoação e seu castelo a D. Fuas Roupinho, nobre a quem se atribuiu a reconstrução e reforço das muralhas da fortificação.
Desse modo consta ter resistido em 1184, por onze dias, ao assédio que em vão lhe foi imposto por uma coluna das tropas muçulmanas espalhadas pela região de Santarém, após o insucesso do ataque aquela cidade sob o comando do califa almóada Abu Iacube Iúçufe I (r. 1163–1184).
Recebeu, mais tarde, as atenções de Dinis I de Portugal (1279-1325), que reforçou e lhe ampliou as defesas (1288), e de D. Fernando (1367-1383), que lhe mandou reparar a cerca da vila (1373).
À época da crise de 1383-1385, tendo o seu Alcaide-mor, João Duque, tomado partido por D. Beatriz, sofreu assédio das forças do Mestre de Avis, em fins de 1384. A sua defesa assim foi descrita à época:
"Este lugar de Torres Vedras é uma fortaleza assentada em cima duma formação mota, a qual a natureza criou em tão ordenada igualdade como se a não fosse feita, artificialmente; a vila com a sua cerca a redor do monte, e na maior alteza dele está o castelo." (Fernão Lopes. Crónica de D. João I).
A povoação e o seu castelo constituíram-se em residência temporária de diversos reis de Portugal, entre os quais D. João I (1385-1433), o qual reuniu aqui o Concelho para decidir sobre a conquista de Ceuta, marco inicial dos Descobrimentos portugueses.
Sob o reinado de D. Manuel (1495-1521), a vila recebeu o Foral Novo (1510), tendo o soberano lhe determinado obras de reconstrução nas defesas (1516), das quais são testemunhos a Porta em arco ogival, encimado pelas armas do soberano, ladeadas por esferas armilares com a Cruz de Cristo. Essas obras na cerca da vila prosseguiam ainda em 1519.

### Da Dinastia Filipina aos nossos dias
Durante a Dinastia Filipina, forças sob o comando de D. António, prior do Crato, desembarcado em Peniche pela armada de Sir Francis Drake, marchando sobre Lisboa, chegaram a tomar o Castelo de Torres Vedras (1589), sendo, entretanto, desalojadas em seguida por Manuel Martins Soares e pelo Capitão António Pereira, quase sem resistência, obrigando D. António a retornar ao exílio.
No alvorecer do século XVII, de acordo com o Auto de Posse de D. João Soares de Alarcão e Melo, Alcaide-mor de Torres Vedras (1604), dá-se conta de que os muros do castelo apresentavam ruína em diversos troços e que a barbacã encontrava-se desmantelada.
Em meados do século XVIII o terramoto de 1755 causou o desmoronamento das edificações internas do castelo, bem como do remate das suas muralhas. Em um período posterior a 1790, a Câmara Municipal deixou de arrendar área junto às muralhas do castelo para sementeira, devido ao adiantado estado de ruína da mesma. Talvez por essa razão de perigo iminente, a Vereação tenha ordenado, em 1792, que ninguém retirasse pedra alguma dos muros, casas ou cisternas do castelo.
No contexto da Guerra Peninsular, o antigo castelo medieval viu a sua posição ser revalorizada quando da construção das chamadas Linhas de Torres. À época, a sua estrutura foi reaproveitada para a instalação de artilharia e as suas dependências utilizadas como reduto n° 27 do 1º Distrito das Linhas de Torres (1810).
Posteriormente, durante as Guerras Liberais, foram reconstruídos os troços de muralha a Leste e alguns torreões do lado Norte, sob a direção do Corregedor Lourenço Homem da Cunha de Eça (1830). Utilizado como quartel das tropas sob o comando do Conde de Bonfim, foi bombardeado em Dezembro de 1846 pelas do Marechal Saldanha, o que acarretou a explosão do paiol de pólvora e a sua consequente rendição.
Vinte anos mais tarde, em 1866, o troço da muralha do lado da rua dos Polomes foi reparada por soldados sapadores.
Afetado à Câmara Municipal de Torres Vedras por auto de 11 de Julho de 1940, recebeu algumas obras de restauro (1947), vindo a ser classificado como Imóvel de Interesse Público por Decreto publicado em 18 de Julho de 1957.
Ao final da década de 1950 iniciaram-se novos trabalhos de reparação em suas muralhas, que se estenderam até ao final do século XX, compreendendo trabalhos de consolidação, restauro, beneficiação e conservação. Em meados da década de 1980 procederam-se escavações arqueológicas, sob a supervisão do IPPC.
Novos trabalhos arqueológicos têm sido levados a cabo no castelo - os últimos dos quais em 2001, organizados pelo Museu Municipal de Torres Vedras . As escavações tiveram como objectivo procurar vestígios numa antiga lixeira medieval situada em frente ao torreão norte. Entre os vestígios encontrados contabilizaram-se diversos ossos de animais, que permitiram conhecer mais aprofundadamente os hábitos alimentares da nobreza medieval.

## Características
O castelo apresenta os estilos gótico e manuelino, constituído pelas seguintes estruturas:
- cintura de muralhas apresentando planta ovalada, reforçada a Sudeste e a Sudoeste por cubelos de planta semicilíndrica e pela torre do portão, de planta quadrada, saliente da muralha, com adarve acedido por escada de pedra e encimada por largos merlões quadrangulares rasgados por seteiras. O portão, em arco quebrado é encimado pelo escudo de D. Manuel e por duas esferas armilares com a Cruz da Ordem de Cristo;
- Igreja de Santa Maria do Castelo, implantada isoladamente sobranceira dentro da cintura de muralhas, acedida por uma escadaria. Junto dela, abre-se uma cisterna, tendo existido outrora um cemitério medieval;
- alcáçova, de planta quadrada irregular, dominada pela torre de menagem no ângulo Sudeste, de planta semicircular, dividida internamente em uma sala de dois corpos e dois planos com abóbada de nervuras. Esta torre possui duas canhoneiras e porta exterior, sendo rematada por merlões quadrangulares. Na cortina Sul e no canto da cortina Norte, rasgam-se portas de acesso ao pátio de armas, onde se dispunham o antigo paço e onde se encontram as ruínas do Palácio dos Alcaides, erguido sobre vestígios de edificações anteriores. Este erguia-se em dois pavimentos que davam para um pátio interior. Dele apenas restam as paredes exteriores, a porta de entrada e, no rés-do-chão, pedaços de paredes e do piso em pedra e tijoleira, além das mísulas em pedra que sustentavam o travejamento do andar superior; deste restam as cantarias das janelas. Nesse pátio abrem-se as clarabóias de uma cisterna. Existe ainda uma terceira, com abóbada de tijolos.

A cerca da vila desapareceu quase por completo, ainda que, em 1830, tenha se procedido a reconstrução dos troços Oeste e Norte.